# Wer Böses denkt, soll endlich schweigen
Wer Böses denkt, soll endlich schweigen ist das 1991 veröffentlichte siebte Studioalbum der deutschen Band Extrabreit und das erste mit deutschsprachigen Texten seit der Veröffentlichung von LP der Woche 1984.

## Hintergrund
1987 hatte die Gruppe das von Produzent Reinhold Mack, der vor allem durch seine Arbeit mit Queen (The Game, Hot Space, The Works, A Kind of Magic) bekannt geworden war, aufgenommene Album Sex After 3 Years in a Submarine veröffentlicht. Dabei handelte es sich um ein ausschließlich englischsprachiges Album. Ziel war es, „das Renommee von ernstzunehmenden Rockmusikern zu erwerben, die auch internationalen Ansprüchen gerecht werden.“ Der musikalische Stil der Gruppe änderte sich dadurch: Die neuen Kompositionen orientierten sich „an internationaler Rock-Musik modernen Zuschnitts“, die „Strukturen der einzelnen Stücke“ erschienen „ausgefeilter“ und die Band machte „einen frischen und gereifteren Eindruck.“
Trotz positiver Resonanz der Fachpresse (Musikexpress schrieb beispielsweise, die Band stelle „einen Sound vor, der gleichermaßen elegant und trashig“ sei,) gelang der Gruppe mit dem Album kein Charterfolg.
Noch während der Tournee zu diesem Album verließen Bassist Wolfgang Jäger, Schlagzeuger Michael Gaßmann und Keyboarder Peter Szimanneck die Band, die zukünftig auf einen festen Keyboardspieler verzichtete und sich stattdessen mit dem Gitarristen Bubi Hönig verstärkte. Michi Grimm (Bass) und Rolf Möller (Schlagzeug) komplettierten das Quintett.
Anfang 1991 begann die Band mit dem Songwriting, im April und Mai 1991 nahm sie das Album im Gaga-Studio in Hamburg auf. Die Tonmischung übernahm Ian Taylor (Gary Moore) im Fairland Studio in Bochum.
Erste Single des Albums war Joachim muß härter werden. Sie erschien am 5. Juli 1991, ihr folgte am 16. August 1991 das Album. Als zweite Single wurde Der letzte Schliff ausgekoppelt.

## Titelliste
| Nr. | Titel                                             | Autor(en)                                                  | Gastmusiker    | Länge |
| --- | ------------------------------------------------- | ---------------------------------------------------------- | -------------- | ----- |
| 1.  | Joachim muß härter werden                         | Stefan Kleinkrieg, Rolf Möller, Bubi Hönig                 |                | 4:01  |
| 2.  | Elvira                                            | Kai Havaii, Kleinkrieg, Möller                             |                | 3:37  |
| 3.  | Der letzte Schliff                                | Havaii, Kleinkrieg                                         |                | 3:40  |
| 4.  | Ey, mach’s gut                                    | Kleinkrieg                                                 |                | 4:48  |
| 5.  | Russisch Roulette                                 | Havaii, Kleinkrieg                                         |                | 3:47  |
| 6.  | Plastic Parade                                    | Havaii, Kleinkrieg                                         |                | 3:54  |
| 7.  | Walter macht ’ne Bank                             | Havaii, Kleinkrieg, Möller, Michi Grimm, Hönig, Szimmaneck | The Kick Horns | 2:24  |
| 8.  | Zombiebar                                         | Havaii, Kleinkrieg, Möller                                 |                | 2:55  |
| 9.  | Die Schnabeltassenparty                           | Kleinkrieg                                                 |                | 3:18  |
| 10. | Der Don                                           | Kleinkrieg, Möller                                         |                | 2:48  |
| 11. | Mama                                              | Kleinkrieg, Möller, Grimm, Hönig                           |                | 5:24  |
| 12. | (Alles im Lot) auf dem Kanonenboot                | Kleinkrieg                                                 |                | 3:28  |
| 13. | Harry ist draußen heut’ Nacht (CD-/MC-Bonustrack) | Havaii, Kleinkrieg                                         |                | 3:39  |
| 14. | Der Megamops (CD-/MC-Bonustrack)                  | Kleinkrieg                                                 |                | 3:32  |

## Rezeption
Musikexpress vergab vier von fünf möglichen Sternen und resümierte, das Album sei „textlich zwischen blankem Blödsinn und beißender Ironie“ angesiedelt und habe auch „musikalisch einiges zu bieten“. Die Bandbreite reiche „von Heavyrock-Riffs bis hin zu souligen Sounds.“ Es zahle sich „an allen Ecken und Enden“ aus, dass die Band nun über drei vollwertige Sänger verfüge. Es handele sich um „ein frisches Album, das es durchaus mit Werken jüngerer Bands aufnehmen“ könne.
Jörg Staude schrieb für Metal Hammer, man müsse „abwarten, ob Songs wie Der letzte Schliff, Schnabeltassenparty oder Mama vom neuen extrabreiten Publikum angenommen“ würden, das Zeug dazu hätten sie „allemal“. Ab und zu klinge Kai Havaii zwar „wie Lindenbergs Udo“, aber da dessen Ausflüge in Rockgefilde seit Odyssee „seltener geworden“ seien, sei hier „zumindest für gleichartigen Ersatz“ gesorgt. Die Stücke seien „musikalisch eher schlicht“ gehalten, obwohl Hammond-Orgel (Elvira) und Bläser (Walter macht ’ne Bank) „neuartige Akzente“ setzten. Die Band könne „die durch den Abgang der Ärzte entstandene Lücke im Deutsch-Hard-Rock nicht ganz schließen“, eine Alternative sei sie aber „auf alle Fälle“. Staude vergab fünf Punkte.